# Антифемінізм
Антифемінізм (англ. Antifeminism) — це заперечення фемінізму у деяких чи всіх його формах. Антифеміністи кінця ХІХ ст. та початку ХХ ст. головним чином чинили опір здобуттю жінками виборчого права, декотрі антифеміністи наприкінці ХХ ст в США виступали проти поправки щодо рівних прав. Інші, особливо в ХХІ столітті, бачать антифемінізм як відповідь на ворожнечу до чоловіків.
Причиною антифемінізму можуть бути релігійні, політичні, соціальні або й суб'єктивні переконання, як окремих представників соціуму, так і груп людей за різними ознаками.

## Історія
У XIX столітті антифемінізм виступав проти суфражизму та виборчого права жінок. Противники навчання жінок у вищих навчальних закладах стверджували, що освіта є завеликим фізичним навантаженням для жінок. У книзі Sex in Education: or, a Fair Chance for the Girls (1873) професор Гарвардського університету Едвард Кларк стверджував, що, якщо жінки вступають до коледжу, їхній мозок дедалі більше зростає, внаслідок чого їхнє черево (матка) атрофується. Він підтверджував це спостереженням, що жінки з вищою освітою мають менше дітей, ніж жінки без вищої освіти.
Сучасні антифеміністи бачать своє завдання у протидії феміністичному руху та сексизму проти чоловіків.

## Сучасність
Сучасні антифемністські практики можна пояснити зростанням релігійного права наприкінці 1970-х.
Деякі антифеміністи розглядають фемінізм як заперечення вроджених відмінностей між статями та спробу психологічно перепрограмувати людей проти їхніх біологічних тенденцій. Антифеміністи також часто стверджують, що фемінізм, попри вимоги дотримуватися рівності, ігнорує права людини, унікальні для чоловіків. Деякі вважають, що фемінізм досяг своїх цілей і зараз шукає для жінок вищого соціального статусу та унікальних соціальних привілеїв, ніж для чоловіків зі спеціальними правами та винятками, такими як стипендії, що надаються жінкам; позитивні дії та гендерні квоти.
Деякі антифеміністи стверджують, що фемінізм спричинив зміни до колишніх норм суспільства, що стосуються сексуальності, які вони вважають шкодять традиційним цінностям або релігійним переконанням. Наприклад, повсякденність випадкового сексу і занепад шлюбу описуються як негативні наслідки фемінізму. Деякі з цих традиціоналістів виступають проти вступу жінок до робочої сили, політичного кабінету та процесу голосування, а також зменшення чоловічої влади у сім'ях. Антифеміністи стверджують, що зміна жіночих ролей є руйнівною силою, яка загрожує сім'ї або суперечить релігійній моралі. Наприклад, Пол Готфрід стверджує, що зміна жіночих ролей «стала соціальною катастрофою, яка продовжує поширюватися на сім'ю» та спричиняла «збільшення, все більш роз'єднаних до соціального хаосу, людей».
Часописи «BBC» та «Time», серед інших ЗМІ, охопили описом тенденцію «Жінки проти фемінізму» в соціальних мережах в 2014 році. Ці антифеміністки стверджують, що фемінізм «демонізує» чоловіків і, що жінок не пригноблюють в західних країнах ХХІ століття. Британська газета «The Guardian» і вебсайт «Jezebel» також повідомляють про все більшу кількість жінок та жінок-знаменитостей, які відкидають фемінізм через жорстку опозицію до нього, а замість цього підписуються на гуманізм. Як відповідь на профеміністську промову австралійської сенаторки Пенні Вонг, кілька жінок, які визначають себе як гуманістки та антифеміністки, стверджували в статті для «The Guardian», що фемінізм є дискримінаційною ідеологією і продовжує малювати жінок як жертв.
У листопаді 2014 року журнал «Time» включив слово «фемініст» у свій щорічний список слів пропонованих до «вигнання» (від англ. "banished"). Після того, як спочатку слово отримало більшість голосів (51 %), редактор часопису «Time» вибачився за включення цього слова в опитування та видалив його з результатів.